# Nacktschwanz-Spitzmaus

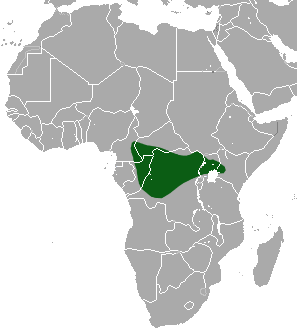
Verbreitungsgebiet der Nacktschwanz-Spitzmaus

Die Nacktschwanz-Spitzmaus (Crocidura littoralis) ist ein in Zentralafrika verbreitetes Säugetier in der Gattung der Weißzahnspitzmäuse. In verschiedenen älteren Abhandlungen wurde die Population als Unterart oder Synonym von Crocidura monax geführt.

## Merkmale
Die Art ist mit einer Kopf-Rumpf-Länge von 85 bis 100 mm, einer Schwanzlänge von 64 bis 77 mm und einem Gewicht von 20 bis 24 g eine große Spitzmaus. Sie hat 13 bis 17 mm lange Hinterfüße und 8 bis 11 mm lange Ohren. Das Fell der Oberseite wird aus Haaren gebildet, die nahe der Wurzel aschgrau und an den Spitzen braun sind, was eine dunkelbraune bis schwarze Tönung erzeugt. Diese Farbe setzt sich auf der Unterseite des Kopfes und am Hals fort. In anderen Bereichen der Unterseite sind die Haare an der Basis silbergrau und im weiteren Verlauf braun. Die dunklen Ohren besitzen nur an den Kanten kurze Haare. Am Schwanz ist die Unterseite nur leicht heller als die schwarze Oberseite. Der deutsche Name dieser Spitzmaus bezieht sich auf den nackten Schwanz, der nur an der Basis wenige Borsten trägt.

## Verbreitung und Lebensweise
Die Nacktschwanz-Spitzmaus lebt hauptsächlich in der Demokratischen Republik Kongo, wobei das Verbreitungsgebiet im Westen die Republik Kongo, Kamerun und die Zentralafrikanische Republik sowie im Osten Uganda und Kenia erreicht. Dieses Tier hält sich im Flach- und Hügelland bis 800 Meter Höhe auf. Es ist an dichte Regenwälder gebunden.
Die Exemplare fressen meist Ameisen, Termiten, Zweiflügler, Schmetterlingslarven, Wanzen und Webspinnen. Ein Wurf besteht aus zwei bis vier Nachkommen. Die Nacktschwanz-Spitzmaus fällt kleineren Raubtieren zum Opfer.

## Gefährdung
Für den Bestand sind keine Bedrohungen bekannt. Die IUCN listet die Art, trotz seltener Sichtung, als nicht gefährdet (least concern).